# Koagulation
Koagulation (lat. coagulatio, sammenløben af væsker) er omdannelse af en flydende væske til en sammenhængende, stivnet masse, et koagel. Blodkoagulationen gør, at blodet ikke bliver ved med at løbe fra et sår. Ordet bruges også om proteinholdig væske, der størkner, stivner eller bundfælder på grund af en kemisk reaktion.

## Blodets koagulation
Den humane blodkoagulation består af en kaskade af reaktioner der kan aktiveres fra forskellig side (fx vævsskade) til dannelse af et større eller mindre koagel. Koaglets byggestene afhænger af tilstedeværelsen af disse faktorer. Faktorerne har navn efter det nummer med hvilket de indgår i kaskaden. Koagulationsfaktorerne betegnes m. romertal: I-XIII (VI findes ikke); de er næsten alle proteiner, de fleste er enzymer (serin-proteaser), som findes i inaktiv form i plasma; Calcium (faktor IV) og trombocytter (blodplader) har derudover essentiel betydning for dannelse af koagelet og dermed for koagulationen.
Hvis en koaguleringsfaktor findes i nedsat koncentration i blodet eller helt mangler, har blodet svært ved at koagulere. Dissemineret intravaskulær koagulation (forkortet DIC) er en ukontrolleret koagulering af blodet i årerne.  Bløderes blod har svært ved at koagulere. Blodkoagulationen hæmmes af myg, der først indsprøjter en antikoagulerende væske, når de skal til at suge blod fra et dyr.

## Eksterne links og henvisninger
- Blødninger, Blå mærker og Blodets størkning (Hæmoragi og Koagulation). Sundhedsguiden.dk
- Trombocytopeni (Nedsat antal blodplader) Sundhedsguiden.dk
- Hæmofili (Blødersygdom). Sundhedsguiden.dk
- Koagulationsfaktor XIII's mange funktioner. Biozoom